# Microsoft Interface Definition Language
Microsoft Interface Definition Language (MIDL) — текстовый язык описания интерфейсов, разработанный корпорацией Microsoft на основе DCE/RPC IDL.
При использовании языка MIDL совместно с RPC требуется хорошее знание языков программирования C/C++ и основных принципов RPC. При использовании MIDL с технологией COM также требуется хорошее знание C++ и основ RPC, или знакомство с моделями сценариев OLE Automation и библиотеками типов.

## Необходимые средства
Нужные библиотеки для поддержки MIDL поставляются в составе операционных систем Windows. Компилятор MIDL и компоненты, необходимые для разработки с использованием RPC, устанавливаются совместно с Platform SDK.

## Компилятор
Компилятор для этого языка также называется MIDL. Он определяет взаимодействие между клиентской и серверной частями программы. Microsoft включила компилятор MIDL в Platform SDK, что позволяет разработчикам создавать файлы языка описания интерфейса и конфигурационные файлы приложений (ACF), необходимые для упрощения взаимодействия с удалёнными вызовами процедур (RPC) и технологиями COM/DCOM. Также MIDL поддерживает создание библиотек типов для OLE Automation.
MIDL можно использовать при разработке клиент-серверных приложений для операционных систем Microsoft Windows или гетерогенных компьютерных сетей, объединяющей компьютеры с различными ОС, такими как Unix или Mac. Microsoft поддерживает стандарты Open Group (ранее известную как Open Software Foundation) DCE для обеспечения взаимодействия с RPC.

## Дополнительные источники
- Описание в MSDN (англ.)
- Описание файла MIDL (англ.)